# Locustella fasciolata
Locustella fasciolata là một loài chim trong họ Locustellidae.